# 7013 Trachet
7013 Trachet è un asteroide della fascia principale. Scoperto nel 1988, presenta un'orbita caratterizzata da un semiasse maggiore pari a 2,7434210 UA e da un'eccentricità di 0,0756088, inclinata di 1,11386° rispetto all'eclittica.